# Eumeces

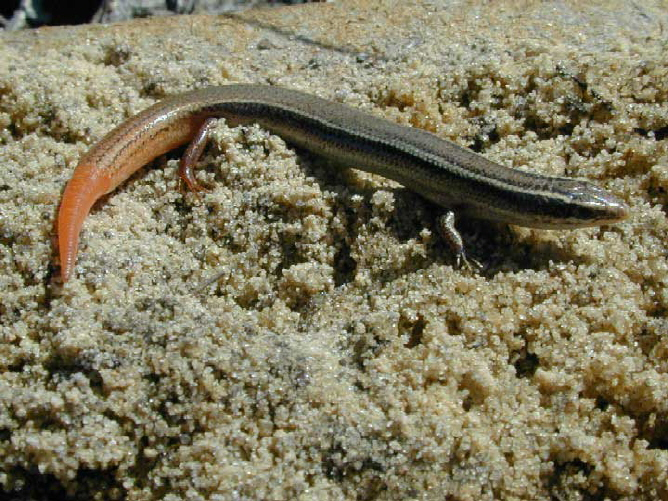
Eumeces egregius

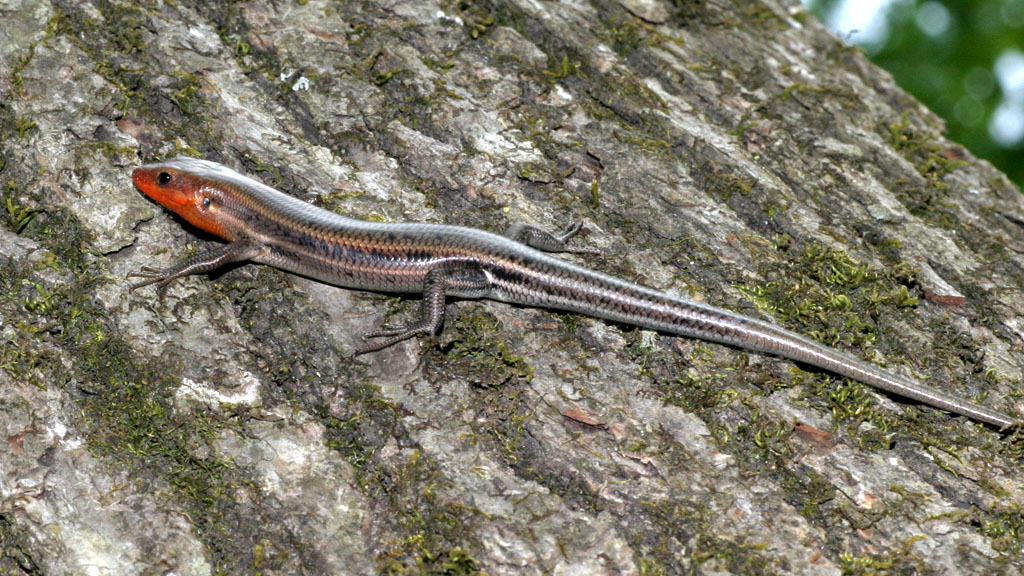
Ötcsíkos gyík (Eumeces fasciatus)

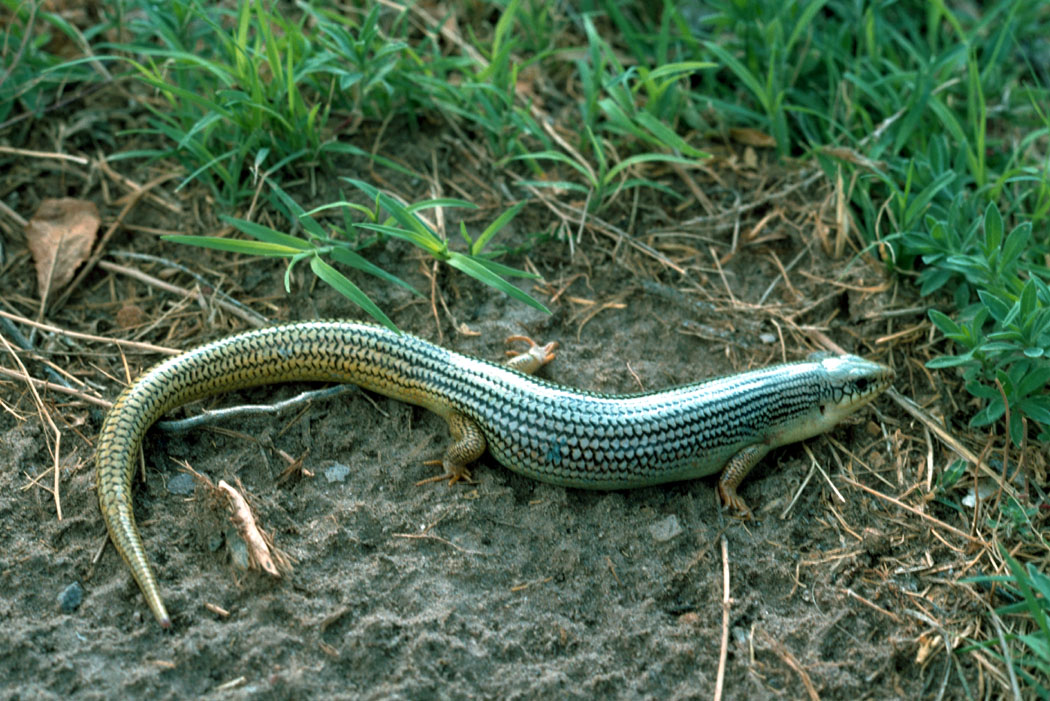
Eumeces obsoletus

Az Eumeces  vagy színváltó ásógyíkok a hüllők (Reptilia) osztályába a  pikkelyes hüllők (Squamata) rendjébe a gyíkok (Sauria)  alrendjébe és a  vakondgyíkfélék (Scincidae) családjába  tartozó nem.

## Rendszerezés
A nembe az alábbi 29 faj tartozik:
- Eumeces altamirani
- Eumeces anthracinus
- Eumeces blythianus
- Eumeces brevirostris
- Eumeces callicephalus
- Eumeces colimensis
- Eumeces copei
- Eumeces dugesii
- Eumeces egregius
- sávos szkink (Eumeces fasciatus)
- Eumeces gilberti
- Eumeces indothalensis
- Eumeces inexpectatus
- Eumeces lagunensis
- Eumeces laticeps
- bermudai szkink (Eumeces longirostris)
- Eumeces lynxe
- Eumeces multilineatus
- Eumeces multivirgatus
- arizonai szkink (Eumeces obsoletus)
- Eumeces ochoterenae
- Eumeces parviauriculatus
- Eumeces parvulus
- narancspettyes szkink (Eumeces schneideri)
- Eumeces schwartzei
- Eumeces septentrionalis
- Skilton-szkink (Eumeces skiltonianus)
- Eumeces sumichrasti
- Eumeces tetragrammus